# 1-アルキル-2-アセチルグリセロホスホコリンエステラーゼ
1-アルキル-2-アセチルグリセロホスホコリンエステラーゼ(1-alkyl-2-acetylglycerophosphocholine esterase、EC 3.1.1.47)は、以下の化学反応を触媒する酵素である。
1-アルキル-2-アセチル-sn-グリセロ-3-ホスホコリン + 水{\displaystyle \rightleftharpoons }1-アルキル-sn-グリセロ-3-ホスホコリン + 酢酸
従って、基質は1-アルキル-2-アセチル-sn-グリセロ-3-ホスホコリンと水の2つ、生成物は1-アルキル-sn-グリセロ-3-ホスホコリンと酢酸の2つである。
この酵素は加水分解酵素に分類され、特にエステル結合に作用する。系統名は、1-アルキル-2-アセチル-sn-グリセロ-3-ホスホコリン アセトヒドロラーゼ(1-alkyl-2-acetyl-sn-glycero-3-phosphocholine acetohydrolase)である。アルキルグリセロールの代謝に関与している。

## 構造
2007年末時点で、7つの構造が解かれている。蛋白質構造データバンクのコードは、1BWP、1BWQ、1BWR、1ES9、1FXW、1VYH、1WABである。